# Philodromus depriesteri
Philodromus depriesteri är en spindelart som beskrevs av Braun 1965. Philodromus depriesteri ingår i släktet Philodromus och familjen snabblöparspindlar. Inga underarter finns listade i Catalogue of Life.